# فهرست خواهر و برادرهای زوج

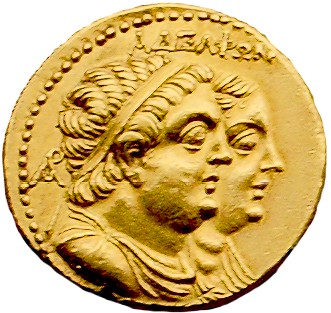
سکه ای با تصویر بطلمیوس دوم و خواهر و همسرش آرسینوی دوم از دودمان بطلمیوسی در مصر

فهرست خواهر و برادرهای زوج (انگلیسی: List of coupled siblings)، این مقاله فهرستی از افرادی را ارائه می‌دهد که به صورت عاشقانه یا زناشویی یک خواهر یا برادر (هم‌نیا) با یکدیگر در رابطه بودند. این فهرست شامل خواهر و برادرهای زوج در ادبیات داستانی نمی‌شود، اگرچه خواهر و برادرهایی از اساطیر و دین گنجانده شده‌اند.

## لیست خواهر و برادر زوج

### دین، اساطیر و افسانه
- نیو کوآ و برادر تنی‌اش فو هسی، در اساطیر چینی[۲]
- مشی و مشیانه در اساطیر زرتشتی[۳]
- شاه آرتور و خواهر ناتنی‌اش مورگوس[۴]

#### در اساطیر مصری
- نوت و برادر تنی‌اش گب[۵]
- شو و خواهر تنی‌اش تفنوت[۶]
- ازیریس و خواهر تنی‌اش ایزیس[۷]
- ست و خواهر تنی‌اش نفتیس[۸][۹]

#### در اساطیر ژاپنی
- ایزانامی و برادر دوقلویش ایزاناگی[۱۰][۱۱]
- آماتراسو و برادر تنی‌اش تسوکویومی

#### در اساطیر یونانی
- کرونوس (اسطوره) و خواهر تنی‌اش رئا (اسطوره)[۱۲]
- فوبه (اسطوره) و برادر تنی‌اش کئوس[۱۳]
- هیپریون (اسطوره) و خواهر تنی‌اش تئا[۱۴]
- اوکئانوس و خواهر تنی‌اش تتیس (اسطوره)[۱۵]
- ستو و برادر تنی‌اش فورسیس[۱۶]
- نیکس (اسطوره) و برادر تنی‌اش اربوس[۱۷][۱۸]
- زئوس و خواهران تنی او هرا و دمتر[۱۹][۲۰]
- دمتر و برادران تنی او زئوس[۲۱] و پوزئیدون
- آفرودیته و برادران ناتنی‌اش آرس،[۲۲][۲۳] هفائستوس، هرمس و دیونیزوس (باکوس)
- ماکارئوس (پسر آئولوس) و خواهر تنی‌اش کناس[۲۴]
- هراکلس و خواهر ناتنی‌اش هبه (اسطوره)[۲۵]

### پادشاهان

#### در مصر باستان
- اسمنخ‌کارع و خواهر ناتنی‌اش مریتاتون[۲۶][۲۷]
- دجت و خواهر تنی‌اش مرنیث
- مرنپتاه و خواهر تنی‌اش ایستنوفرت دوم[۲۸][۲۹]
- منکورع و خواهر تنی‌اش خامرنبتی دوم[۳۰]
- ستی دوم و خواهر ناتنی‌اش تائورت
- اهمسه یکم و خواهر تنی‌اش احمسه نفرتاری[۳۱] و خواهر ناتنی‌اش آهموس-هنوتامهو
- تائو دوم و خواهران تنی او Ahhotep I[۳۲][۳۳] و Sitdjehuti و خواهر ناتنی‌اش احموس اینهاپی[۳۴][۳۵]
- آمنهوتپ یکم[۳۶] و خواهر تنی‌اش Ahmose-Meritamun[۳۷][۳۸]
- تحوتموس یکم و خواهر ناتنی‌اش Ahmose[۳۹][۴۰]
- تحوتموس دوم و خواهر ناتنی‌اش حتشپسوت[۴۱]
- آخناتون و یک خواهر بی‌نام
- توت‌عنخ‌آمون و خواهر ناتنی‌اش عنخاسن‌آمون[۴۲]
- جوزر و خواهر ناتنی‌اش هتفرنبتی
- جدفرع و خواهر تنی‌اش حتپ‌حرس دوم،[۴۳] که قبلاً بوده است. ازدواج با برادر ناتنی خود کواب (شاهزاده)[۴۴]
- پپی دوم و خواهران ناتنی‌اش Iput II[۴۵] و Ankhesenpepi III
- اینتف سوم و خواهر ناتنی‌اش Iah[۴۶]
- منتوهوتپ دوم و خواهر تنی‌اش Neferu II[۴۷]
- سنوسرت یکم و خواهر ناتنی‌اش Neferu III[۴۸]
- سنوسرت دوم و خواهرانش Khenemetneferhedjet I، Nofret II,[۴۹] Itaweret، و Khenmet[۵۰]
- نوبخائس و برادر ناتنی‌اش سوبکمسف
- رامسس سوم و خواهر ناتنی‌اش تیتی
- رامسس چهارم و خواهر ناتنی‌اش Duatentopet[۵۱][۵۲]
- پسوسنس یکم و خواهر تنی‌اش Mutnedjmet[۵۳][۵۴]
- Pinedjem II و خواهر تنی‌اش Isetemkheb D[۵۵]
- Takelot II و خواهر ناتنی‌اش Karomama II[۵۶][۵۷]
- آلارای کوش و خواهر ناتنی‌اش کساقا
- کشتا و خواهر تنی‌اش پباتجما
- Tantamani و خواهران تنی‌اش Piankharty[۵۸] و ستمخب ح
- آپریس و خواهر تنی‌اش Ankhnesneferibre[۵۹]
- بعنخی و خواهران ناتنی‌اش پکساتر و خنسا[۶۰][۶۱]
- شبیتکو و خواهر ناتنی‌اش آرتی

#### در دوران باستان کلاسیک
- آموآشتارت و برادرش تابنیت (قرن ششم پیش از میلاد)
- آرتمیس دوم و برادر تنی‌اش ماسول[۶۲][۶۳]
- آدا (ساتراپ کاریا) و برادر تنی‌اش ایدریوس[۶۲][۶۴]
- آرسینوی دوم و برادر تنی‌اش بطلمیوس دوم[۶۵][۶۶] و برادر ناتنی بطلمیوس سرانوس[۱][۶۷][۶۸]
- اراتو ارمنستان و برادر ناتنی‌اش تیگران چهارم
- بوران (ملکه) و برادر تنی‌اش شیرویه[۶۹]
- داریوش دوم و خواهر ناتنی‌اش، پروشات[۷۰]
- اردشیر دوم، شاهنشاه هخامنشی و خواهر تنی‌اش آماستری
- کمبوجیه دوم و دو تن از خواهرانش، آتوسا[۷۱] و به گفته محمد داندامایف احتمالاً رکسانا[۷۲][۷۳]
- مهرداد چهارم، پادشاه پنتوس و خواهر تنی او لائودیس[۷۴]
- مهرداد ششم، پادشاه پنتوس و خواهر تنی او لائودیس[۷۵]
- آنتیوخوس سوم (پادشاه کوماژن) و خواهر تنی‌اش آیوتاپا (همسر آنتیوخوس سوم کوماژن)
- آنتیوخوس چهارم (پادشاه کوماژن) و خواهر تنی‌اش یوتاپا[۷۶][۷۷]
- بطلمیوس چهارم فیلوپاتور و خواهر تنی‌اش آرسینوی سوم[۷۸][۶۷]
- کلئوپاترای دوم و برادران تنی او بطلمیوس ششم و بطلمیوس هشتم فیسکون[۷۹][۷۸][۶۷]
- بطلمیوس نهم لاتیروس و خواهران تنی‌اش کلئوپاترا چهارم[۸۰][۶۷] که بعداً با برادر تنی دیگرش بطلمیوس دهم الکساندر اول ازدواج کرد.[۸۱]
- بطلمیوس یازدهم الکساندر دوم و خواهر ناتنی احتمالی او برنیس سوم
- بطلمیوس دوازدهم و خواهر تنی‌اش کلئوپاترای پنجم[۸۲]
- کلئوپاترا و برادران تنی‌اش بطلمیوس سیزدهم[۸۳] و بطلمیوس چهاردهم[۸۴][۶۷]
- لائودیس چهارم و سه براد تنی‌اش آنتیوخوس،[۸۵] سلوکوس چهارم و آنتیوخوس چهارم از امپراتوری سلوکی
- اسکندر دوم اپیروس و خواهر ناتنی‌اش المپیاس دوم اپیروس[۸۶]

#### در اینکا پرو
- Manco Cápac و خواهر تنی‌اش Mama Ocllo[۸۷]
- Sinchi Roca و خواهر ناتنی‌اش Mama Cura[۸۷]
- Topa Inca Yupanqui و خواهر تنی‌اش Mama Ocllo Coya[۸۷]
- Sayri Túpac و خواهر تنی‌اش Cusi Huarcay
- Cura Ocllo و برادر تنی او Manco Inca Yupanqui
- هواینا کاپاک و خواهران تنی‌اش کویا Kusi Rimay و کویا Rahua Ocllo[۸۸][۸۷]
- Huáscar و خواهر تنی‌اش Chuqui Huipa[۸۹]
- آتاهوالپا و خواهر ناتنی‌اش کویا آسارپای

#### در ژاپن
- امپراتور نینتوکو و دو خواهر ناتنی‌اش شاهدخت یاتا و اوجی نو واکیایراتسومه
- شاهزاده کیناشی نو کارو و خواهر تنی‌اش شاهدخت کارو نو او-ایراتسومه (قرن پنجم)[۹۰]
- امپراتور بیداتسو و خواهر ناتنی‌اش امپراتریس سوئیکو (قرن ششم)[۹۱]
- امپراتور یومی و خواهر ناتنی اش شاهدخت هاشیهیتو نو آناهوبی. پدر و مادر شاهزاده شوتوکو تایشی (قرن ششم)
- امپراتور کانمو و خواهر ناتنی‌اش شاهدخت ساکاهیتو (قرن هشتم)[۹۲]
- امپراتور هی‌زی و ۳ خواهر ناتنی‌اش
- امپراتور جونا و خواهر ناتنی‌اش پرنسس کوشی (قرن نهم)
- امپراتور ساگا و خواهر ناتنی‌اش شاهدخت تاکاتسونای
- امپراتور سیوا و خواهر ناتنی‌اش میناموتو نو سایشی (قرن نهم)

از اواسط دوره هی‌آن (۷۹۴ تا ۱۱۸۵ میلادی) ازدواج خواهر و برادر ناتنی در ژاپن غیرمعمول شد.

#### در بقیه شرق آسیا
- پادشاه جونگجونگ یکم (کره امروز) و خواهر ناتنی‌اش (قرن دهم)[۹۳]
- پادشاه گوانگجونگ و خواهر ناتنی‌اش[۹۳] ملکه دائه‌موک (قرن دهم)
- پادشاه دوکجونگ و خواهران ناتنی‌اش گیونگ سونگ و  هیوسا (قرن یازدهم)
- مونجونگ، پادشاه گوریو و خواهر ناتنی او اینپیونگ (قرن یازدهم)
- نیاونگیان مین از برمه (میانمار امروزی) و خواهر ناتنی او تیری ماها دهاما یازا دیپادی دیوی (قرن ۱۶)
- کیاوسوای پاگان (برمه) و خواهر ناتنی‌اش می ساو یو
- اوزانا یکم از پینیا (برمه) و خواهر ناتنی‌اش آتولا ماها دامما دیوی
- بینیا ای لائو مارتبان (برمه) و خواهر ناتنی‌اش ساندا مین هلا
- آناوکپتلون از برمه و ۳ خواهر ناتنی‌اش
- چولالونگ کورن از سیام (امروز تایلند) و خواهران ناتنی‌اش سوناندا کوماریراتانا، ساوانگ وادانا، ساوابها فونگسری، سوخومالا ماراسری،[۹۴] داکسینجار، و Thaksincha (قرن ۱۹)
- میندون مین از برمه و خواهر ناتنی‌اش ستکیا دیوی
- تیباو مین از برمه و خواهران ناتنی‌اش سوپایاگی، سوپایلات و سوپایالای
- شاهزاده میو تو، شاهزاده مکخایا (برمه) و خواهر ناتنی‌اش پین هتیک خاونگ تین
- سیساوانگ ونگ از لائوس و خواهران ناتنی‌اش سیساوانگ ونگ و خمتوآن (قرن بیستم)
- نورودوم سوتاروت و خواهر ناتنی‌اش نورودوم فانگانگام، پدر و مادر نورودوم سوراماریت

#### در جزایر هاوایی
- کاموالی و خواهر ناتنی‌اش Kaapuwai Kapuaamohu[۹۵]
- Keliimaikai و خواهر ناتنی‌اش Kiilaweau[۹۵]
- Keōua و خواهر ناتنی‌اش Manono I
- Kalola Pupuka و برادر تنی‌اش Kamehamehanui Ailuau[۹۶]
- Lanakawai و خواهر ناتنی‌اش Kalohialiiokawai[۹۷]
- Laau و خواهر تنی‌اش Kukamolimaulialoha[۹۷]
- Pilikaaiea و خواهر تنی‌اش Hina-au-kekele[۹۸][۹۷]
- Hina Okina auamai و برادر تنی‌اش Koa[۹۷][۹۹]
- کوکوهو و خواهر ناتنی‌اش Hineuki[۹۷]
- Kahaimoelea و خواهر ناتنی‌اش Kapoakauluhailaa[۹۷]
- Kalaunuiohua و خواهر ناتنی‌اش Kaheka[۹۷][۱۰۰]
- Kahoukapu و خواهر تنی‌اش Hukulani[۱۰۱]
- Keaweōpala و خواهر ناتنی‌اش Hākau
- Kauakahiakua و خواهر تنی‌اش Kāneikapōleikauila
- Kalaninuiamamao و خواهر ناتنی‌اش Kekaulike-i-Kawekiuonalani[۱۰۲]
- Keaweīkekahialiiokamoku و خواهر ناتنی‌اش کالانیکولئیوی[۱۰۳][۱۰۴][۱۰۱]
- Kekuiapoiwa I و برادر ناتنی‌اش Kekaulike[۱۰۵]
- Umi-a-Liloa و خواهر ناتنی‌اش Alii Kapukini-a-Liloa[۱۰۶][۱۰۱][۱۰۷]
- Kukailani و خواهر ناتنی‌اش Kaohukiokalani[۱۰۱]
- کیاکالانیکانه و خواهران ناتنی‌اش، Alii Kealiiokalani و Kealiiokalani[۱۰۱][۱۰۸]
- Keākealaniwahine و برادر ناتنی‌اش Chief Kane-i-Kauaiwilani[۱۰۹]
- Haae-a-Mahi و خواهر ناتنی‌اش Kekelakekeokalani[۱۰۱]
- Keawepoepoe و خواهر تنی‌اش Kanoena[۱۱۰]
- Kīwalaō و خواهر ناتنی‌اش Kekuiapoiwa Liliha[۱۱۱][۹۵]
- کامیهامیهای دوم و خواهران ناتنی‌اش Kamāmalu,[۱۱۲][۹۵] Kīnau,[۱۱۳] and Kekāuluohi[۱۱۴]
- کامیهامیهای سوم و خواهر تنی‌اش ناهینانا[۱۱۵]

#### در اروپای قرون وسطی و اوایل مدرن
- جان پنجم، کنت آرمانیاک و خواهر تنی‌اش ایزابل آرمانیاک (قرن پانزدهم)[۱۱۶][۱۱۷]
- Julien and Marguerite de Ravalet، خواهر و برادر تنی (قرن 16)[۱۱۸][۱۱۹]

### مشکوک / مشکوک
- دیمتریوس یکم و خواهر تنی‌اش لائودیس پنجم از امپراتوری سلوکی[۱۲۰]
- کالیگولا و خواهران تنی او جولیا لیویلا، دروسیلا و آگریپینای کوچک[۱۲۱]
- هرود آگریپا دوم و خواهر تنی‌اش برنیس (دختر هرود آگریپا)[۱۲۲]
- لرد بایرون و خواهر ناتنی‌اش آگوستا لی[۱۲۳]
- لوکرتسیا بورجا و برادر تنی‌اش چزاره بورجا[۱۲۴]

## کتابشناسی
- Bunson, Margaret R., ed. (2012). Encyclopedia of Ancient Egypt (3rd ed.). New York: Infobase Pub. ISBN 978-1-4381-3859-6. OCLC 782879915.
- Dodson, Aidan (2000). Monarchs of the Nile (2nd ed.). American University in Cairo Press. ISBN 978-0-9652457-8-4 – via Internet Archive.
- Dodson, Aidan; Hilton, Dyan (2004). The Complete Royal Families of Ancient Egypt. London: Thames & Hudson. ISBN 0-500-05128-3. OCLC 59265536.
- Fornander, Abraham (1878). An Account of the Polynesian Race: Its Origin and Migrations and the Ancient History of the Hawaiian People to the Times of Kamehameha I. Vol. 1. London: Trübner & Company.
- Fornander, Abraham (1880). An Account of the Polynesian Race: Its Origin and Migrations and the Ancient History of the Hawaiian People to the Times of Kamehameha I. Vol. 2. London: Trübner & Company.
- Grant, Michael; Hazel, John (2002). Who's Who in Classical Mythology (3rd ed.). Routledge. ISBN 978-0-415-26041-1 – via Credo Reference.
- Haley, James L. (2014). Captive Paradise: A History of Hawaii. Macmillan. ISBN 978-0-312-60065-5.
- Leeming, David, ed. (2006) [2005]. The Oxford Companion to World Mythology. doi:10.1093/acref/9780195156690.001.0001. ISBN 978-0-19-991648-1.
- Lloyd, Alan B., ed. (2010). A Companion to Ancient Egypt. Vol. 1 & 2. Chichester: Wiley-Blackwell. ISBN 978-1-4443-2006-0.
- Niles, Susan (May 1, 1999). The Shape of Inca History: Narrative and Architecture in an Andean Empire. University of Iowa Press. ISBN 978-1-58729-294-1.
- Redford, Donald B., ed. (2005) [2001]. The Oxford Encyclopedia of Ancient Egypt. doi:10.1093/acref/9780195102345.001.0001. ISBN 978-0-19-518765-6. OCLC 967267800.
- Santiago, Luciano P. R. (1973). The children of Oedipus; brother-sister incest in psychiatry, literature, history, and mythology. Roslyn Heights, N.Y.: Libra Publishers. ISBN 978-0-87212-028-0. LCCN 73-79773. OCLC 00737272.
- Tyldesley, Joyce A. (2006). Chronicle of the Queens of Egypt: From Early Dynastic Times to the Death of Cleopatra. New York: Thames & Hudson. ISBN 978-0-500-05145-0. OCLC 70059770.